# ツァルカ (ネパール)
ツァルカ（ネパール語: छार्का、ネパール語ラテン翻字: Chārkā）は、ネパール北西部カルナリ県ドルパ郡にある村開発委員会である。1991年ネパール国勢調査では101世帯552人が居住。2001年ネパール国勢調査では634人が居住しており、627人が仏教徒、7人がヒンズー教徒であることが判明。また識字人口は544人（男性259人、女性285人）、非識字人口は438人（男性183人、女性255人）であった。人口の3分の1超が4歳から19歳の年齢層に属し、人口の約9%のみが50歳以上であった。